# Deutsche Fußballmeisterschaft der B-Junioren 1976/77
Die deutsche B-Jugendmeisterschaft 1977 war die erste Auflage dieses Wettbewerbs. Meister wurde Eintracht Frankfurt, das im Finale den FC Schalke 04 mit 2:1 besiegte.

## Teilnehmende Mannschaften
An der B-Jugendmeisterschaft nahmen die vier Regionalverbandsmeister sowie der Meister aus Berlin teil.
| Regionalverband Nord    | Regionalverband West       | Regionalverband Südwest    | Regionalverband Süd           | Berlin               |
| ----------------------- | -------------------------- | -------------------------- | ----------------------------- | -------------------- |
| - Hamburg: Hamburger SV | - Westfalen: FC Schalke 04 | - Südwest: 1. FSV Mainz 05 | - Hessen: Eintracht Frankfurt | - Berlin: SC Staaken |

## Qualifikation
|              | Ergebnis |            |
| ------------ | -------- | ---------- |
| Hamburger SV | 1:3      | SC Staaken |

## Endturnier

### Halbfinale inDaxlanden
| Datum            |                     | Ergebnis |                 |
| ---------------- | ------------------- | -------- | --------------- |
| Sa 02.07., 15:30 | FC Schalke 04       | 5:2      | 1. FSV Mainz 05 |
| Sa 02.07., 17:00 | Eintracht Frankfurt | 2:1      | SC Staaken      |

### Spiel um Platz 3 inNiefern-Öschelbronn
| Datum           |            | Ergebnis |                 |
| --------------- | ---------- | -------- | --------------- |
| So 03.07., 9:00 | SC Staaken | 2:1      | 1. FSV Mainz 05 |

### Finale
| Eintracht Frankfurt                                                       | Eintracht Frankfurt | FC Schalke 04 | FC Schalke 04 |
| ------------------------------------------------------------------------- | --- | --- | ------------- |
| Eintracht Frankfurt                                                       | \| Sonntag, 3. Juli 1977 um 10:30 Uhr in Niefern-Öschelbronn (Enztalstadion) \| \| Ergebnis: 2:1 (0:1) \| \| Zuschauer: 1.500 \| \| Schiedsrichter: Medardus Luca (Luisenthal) \|                      | \| Sonntag, 3. Juli 1977 um 10:30 Uhr in Niefern-Öschelbronn (Enztalstadion) \| \| Ergebnis: 2:1 (0:1) \| \| Zuschauer: 1.500 \| \| Schiedsrichter: Medardus Luca (Luisenthal) \|                          | FC Schalke 04 |
| Eintracht Frankfurt                                                       | Ralf Raps – Manfred Wörner, Andreas Koch, Michael Kura, Uwe Werner – Manuel Castellano, Andreas Hohmann, Jürgen Strauß – Josef Sarroca, Detlef Müller, Fred Schaub Cheftrainer: Hans-Walter Eigenbrodt | Götz – Andreas Keina, Hans-Jürgen Draxler, Jörg Feldmann, Thomas Siewert – Harms, Michael Opitz, Wolfram Wuttke – Harald Kügler, Ulrich Schröder, Justen (Frank Trompeter, Klemmin) Cheftrainer: Uli Maslo | FC Schalke 04 |
| Eintracht Frankfurt                                                       | 1:1 Fred Schaub (36.) 2:1 Manuel Castellano (56.) | 0:1 Michael Opitz (22., Elfmeter) | FC Schalke 04 |
| Sonntag, 3. Juli 1977 um 10:30 Uhr in Niefern-Öschelbronn (Enztalstadion) | | |               |
| Ergebnis: 2:1 (0:1)                                                       | | |               |
| Zuschauer: 1.500                                                          | | |               |
| Schiedsrichter: Medardus Luca (Luisenthal)                                | | |               |